# Slag bij Albuquerque
De Slag bij Albuquerque vond plaats op 8 april en 9 april 1862 in Albuquerque tijdens de Amerikaanse Burgeroorlog. Deze kleine confrontatie werd uitgevochten door de Zuidelijken onder leiding van Sibley en de Noordelijken onder leiding van Slough.
Na de Slag bij Glorieta Pass waren de Zuidelijken op de terugtocht. Op 8 april werd Albuquerque voor de tweede maal bezet door Sibley. Slough viel de Zuidelijken in het stadje aan. Er werd geschoten en gevochten met een minimum aan slachtoffers. De Noordelijken slaagden er niet in om de Zuidelijken te overwinnen. Na enkelen dagen zette Sibley de terugtocht verder.